# Братер, Карл Людвиг Теодор
Карл Людвиг Теодор Братер (нем. Karl Ludwig Theodor Brater; 1819—1869) — немецкий юрист, писатель, редактор, издатель и политический деятель (глава оппозиции в баварской палате депутатов); согласно ЭСБЕ: «выдающийся публицист либерального направления».

## Биография
Карл Людвиг Теодор Братер родился в Ансбахе 27 июня 1819 года. Изучал право в университах Эрлангена, Гейдельберга и Вюрцбурга, затем повышал квалификацию при баварских судах и у адвокатов. 
С 1847 года Братер состоял одним из редакторов в министерстве юстиции, а в 1848 году был избран бургомистром города Нёрдлингена. Сложив с себя эту должность в конце 1850 года, Братер основал в Пердлингене журнал: «Blätter für administrative Praxis in Bayern» для научной обработки административного права и с целью противопоставить бюрократическому духу управления более либеральные взгляды.
В 1856 году он переехал в город Мюнхен и принял на себя вместе с И. К. Блунчли редакцию начатого последним издания: «Deutsches Staatswörterbuch», в первых томах которого имеется много статей, принадлежащих перу Братера; в него, после некоторой переработки, вошёл и учебник шведского государственного права К. Г. Мальмстрёма.
В 1858 году он основал журнал: «Zeitschrift für Gesetzgebungs und Verwaltungsreform» (переименованный впоследствии в «Bayrische Wochenschrift»), боровшийся против реакционной системы министерства фон дер Пфордтен-Рейгерсберг, и выпустил брошюру: «Regierung und Volksvertretung in Bayern» (Мюнхен, 1858).
Избранный в палату в Нюрнбергском округе, либеральная и демократическая партия которого выставили его своим кандидатом, Карл Братер занял место среди вожаков оппозиции, примкнул в 1859 году к охватившему Германию движению в пользу реформ и содействовал учреждению Национального союза. В то же время он основал в Мюнхене газету: «Süddeutsche Zeitung» для проведения идеи национального единства. 
Несмотря на все старания враждебно расположенного большинства палаты, Братеру удалось образовать с Бартом, Булем, Кремером и Фёлком сплоченную партию. В вопросах внутренней политики эта партия держалась открыто либерального направления, а в вопросе о реформе устройства Германского союза стояла за программу «Национального Союза». 
После роспуска палаты депутатов весной 1863 года, он составил избирательную программу баварской прогрессивной партии и с ней одержал убедительную победу на выборах в городе Нюрнберге. 
В конце 1863 года выступил на первый план вопрос о Шлезвиг-Голштинии. Братер был в числе членов ландтага, которые созвали во Франкфурте германский парламент 21 декабря 1863 года, и был выбран председателем назначенной затем комиссии. 
После 1866 года он продолжал отстаивать в печати и в палате свои национально-германские идеалы самым энергическим образом. Помимо того оставил множество комментариев на баварские законы о печати, лесной устав, положение о дистриктах и ландратах и т.д и т.п.
Карл Людвиг Теодор Братер умер 20 октября 1869 года в Мюнхене.

## Избранная библиография
- Издание баварской конституции (2 изд., Нёрдлинген, 1855),
- «Studien zur Lehre von der Grenze der richterlichen und administrativen Zuständigkeit» (Нёрдлинген, 1855).